# ZSU-23-4MP Biała
ЗСУ-23-4MP Biała (пл. Біла, також назва не однієї невеликої польської річки) — польська модифікація зенітної самохідної установки ЗСУ-23-4 «Шилка». ЗСУ-23-4МП «Biała» включає нову цифрову оптичну систему прицілювання та 4 пускові установки зенітних ракет Grom. Автоматичні гармати АЗП-23 оснащені сучасними боєприпасами і мають збільшену ефективну зенітну дальність близько 3,5 км, 0,5–1 км більше оригінальної ЗСУ-23-4. Максимальна дальність польоту ракет "Гром" становить близько 5,5 км.
Для польської армії планується виготовити близько 70 САУ ЗСУ-23-4MP «Biała» як дешевшу альтернативу сучасним польським 35 мм самохідним зенітним установкам PZA Loara.